# 杉原景盛
杉原景盛（すぎはら かげもり、生年不詳 - 天正12年（1584年）8月）は、安土桃山時代の武将。毛利氏の家臣、杉原盛重の次男で、兄は杉原元盛、弟に景保、河口刑部小輔久氏妻、吉田肥前守妻、末次元康正室。又次郎。官位は兵廛頭、左近進。
天正10年（1582年）10月26日に、景盛は、羽柴氏と繋がっていることを名分に兄の元盛を二子ともども謀殺した
天正12年（1584年）8月、吉川元長に羽柴氏と繋がっていることを理由に佐陀城を攻められ、自刃した。